# Luncavița
Luncavița (en hongrois : Nagylankás) est une commune du județ de Caraș-Severin en Roumanie.